# シャンプー (アイドルグループ)
Shampoo（シャンプー）は1990年代に活動したイギリスの女性アイドルデュオ。日本では「ロンドンのコギャル」と呼ばれたこともある。代表曲に「トラブル」「デリシャス」など。

## 来歴
ロンドンにある女子中等学校の同級生だったジャッキーとキャリーで結成。1993年にデビュー。不良的なイメージが特徴。

「トラブル」は英国のチャートで11位にランクイン。本国より特に日本で人気になり、アルバム「ウイ・アー・シャンプー」は100万枚以上の売り上げの大部分が日本とその他のアジアであった。「デリシャス」のPVは日本で撮影をした。後期は日本だけでシングルを発売した。
コンピレーションアルバム「デリシャス」は日本で国内盤と輸入盤を合わせて70万枚を超える売上を記録した。
しかし、徐々に売上は減少。2000年にはレコーディング契約を獲得できなかったため、3枚目のアルバム「アブソリュートシャンプー」はインターネット販売のみでリリースとなったがその後まもなく解散した。

## メンバー
- ジャッキー（Jacqueline "Jacqui" Blake、1974年11月23日）
- キャリー（Caroline "Carrie" Askew、1977年5月4日）

## 日本盤

### シングル
- トラブル（1994年9月21日）
  - 『パワーレンジャー・映画版』のEDテーマ。同作のサウンドトラックに収録。
  - 『クイズ世界はSHOW by ショーバイ!!』では「売れっ子ヌードモデルを探せ」の音楽にも使われた事がある。
  - 2009年にはVAMPSがカバーし、本人出演のジェムケリー「GEREZZA」CMソングとして使用された（楽曲はシングル「I GOTTA KICK START NOW」のカップリング曲として収録）。
- Delicious（1995年3月15日）
- ガール・パワー（1995年8月23日）
- ウォーペイント（1995年11月22日）
- イエー・イエー・イエー（1996年2月28日）

### アルバム
- ウイ・アー・シャンプー（1994年11月2日、1997年10月29日再発、2007年10月3日再々発）
- デリシャス+カラオケ×3（1995年2月17日）
- シャンプー・オア・ナッシング（1995年10月18日、1998年3月28日再発）
- グレイテスト（1998年3月28日）
- アブソリュート・シャンプー (2000年)

## 出演
- スーパージョッキー(日本テレビ)

## その他
- 2人はマニック・ストリート・プリーチャーズの追っかけで、デビュー前に彼らのシングル「リトル・ベイビー・ナッシング」のプロモーション・ビデオに出演している（その後2人は雑誌のインタビューでセカンドアルバム以降彼らに興味が無くなったと発言している）。
- ジャッキーは元スウェードのリチャード・オークスと恋仲が噂された事がある。